# 奇型怪宅
《奇型怪宅》（英語：World's Most Extreme Homes）為美國HGTV製作的住宅資訊節目，於2006年起播放，共5季，每季共13集。第1、2季主持為露芙·英蘭，第3至5季主持為維多利亞·荷玲斯維（Victoria Hollingsworth）。
香港無綫電視高清翡翠台曾於2009年6月20日起播放本節目第1至3季，2011年2月27日起播放第4、5季，粵語配音為許盈。

## 簡介
本節目主持帶領觀眾到世界各地參觀一些造型奇特的住宅，例如圍繞舊水塔興建的現代化住宅、可360度旋轉的住宅、樹屋等。主持人亦會訪問屋主有關住宅的設計概念、興建緣由及感受。

## 外部連結
- 美國HGTV《奇型怪宅》節目官方網站（页面存档备份，存于）
- 加拿大HGTV《奇型怪宅》節目網頁
- 《奇型怪宅》每集列表
- 香港無綫電視《奇型怪宅》節目網頁（页面存档备份，存于）